# Гора Івакі
Гора Івакі (яп. 岩木山, івакі-сан) — стратовулкан, розташований у регіоні Цуґару на території міста Хіросакі та містечка Адзіґасава префектури Аоморі, Японія.
Івакі є діючий вулкан висотою 1625 м, найвища точка префектури Аоморі. Це єдина вершина на Цуґарській рівнині. За свої конусоподібні обриси цю гору інколи називають «Цуґарською Фудзі». Вершина гори поділяється на три менші піки — Івакі (岩木山), Торіумі (鳥海山) та Ґанкі (厳鬼山)
Гора є об'єктом вшанування синтоїстів. На її вершині знаходиться святилище Івакісан дзіндзя (岩木山神社). Щоліта, першого числа восьмого місяця за старим календарем, жителі регіону Цуґару відвідують святилище, молячись за гарний врожай.